# Henry Bristow Wilson
Henry Bristow Wilson (1803-1888) est un théologien et un membre du St John's College d'Oxford.

## Biographie
Né le 10 juin 1803, il est le fils aîné de Harry Bristow Wilson et de son épouse Mary Anne, fille de John Moore. Il entre à la Merchant Taylors' School en octobre 1809 et est élu au St John's College d'Oxford en 1821. Inscrit le 25 juin 1821, il obtient un BA en 1825, une MA en 1829 et un BD en 1834, et reçoit un fellowship en 1825, qu'il conserve jusqu'en 1850. En 1831, il est nommé doyen des arts et est tuteur de 1833 à 1835. Il est professeur rawlinsonien d'anglo-saxon à Oxford de 1839 à 1844. En 1850, il est présenté par le St John's College au presbytère de Great Staughton dans le Huntingdonshire, qu'il conserve jusqu'à sa mort.
Au printemps 1841, Wilson se joint à Archibald Campbell Tait dans la « protestation des quatre tuteurs » contre le Tract XC de John Henry Newman. Pendant le carême de 1851, il prononce les Conférences de Bampton, prenant comme sujet « La communion des saints : une tentative d'illustrer les véritables principes de l'union chrétienne » (Oxford, 1851). Ses conférences laissent entrevoir une plus grande liberté dans la recherche théologique. L'élargissement des opinions théologiques et de la communion chrétienne devient le principal intérêt de sa vie.
En 1857, il rédige « Schemes of Christian Comprehension » dans « Oxford Essays », puis en 1861, il publie une thèse sur « The National Church » dans Essays and Reviews . Des passages de ce dernier essai provoquent des poursuites en hérésie contre Wilson – John William Burgon est particulièrement mécontent de ses opinions – devant la Cour des Arches. Le 25 juin 1862, Wilson, dont le cas est jugé en même temps que celui de Rowland Williams, est reconnu coupable pour trois des huit articles retenus contre lui et est condamné à un an de suspension par le doyen d'Arches, Stephen Lushington. Wilson et Williams font tous deux appel au Comité judiciaire du Conseil privé et leurs appels sont jugés ensemble en 1863 et couronnés de succès. Le 8 février 1864, le comité judiciaire annule la décision de Lushington. Wilson, cependant, ne s'est jamais complètement remis de la tension. Il meurt au 1 Lawn Villas, Eltham Road, Lee, le 10 août 1888.
Wilson écrit une introduction à « A Brief Examination of Prevalent Opinions on the Inspiration of the Old and New Testaments » (Londres, 1861).

## Sources
(de) « Publications de et sur Henry Bristow Wilson », dans le catalogue en ligne de la Bibliothèque nationale allemande (DNB).